# Vrijthof (Maastricht)
Le Vrijthof, appelée Vriethof en maastrichtois, est une place située dans le quartier du Binnenstad à Maastricht. C'est la plus grande place de la ville. La place est connue pour ses nombreux monuments, dont les églises jumelles (kerkentweeling) Saint-Servais et Saint-Jean.
Elle sert aux événements tel que Magisch Maastricht (nl), le carnaval (nl) et les nombreux concerts qu'y tient André Rieu.

## Toponymie
Le nom de cette place de Maastricht se retrouve dans de nombreuses villes des Pays-Bas. Il est dérivé du moyen néerlandais 'vrit-hof' (« place libre »), qui désignait une place clôturée, un lieu de refuge, près d'une église, où les détenteurs du pouvoir séculier ne pouvaient exercer aucune emprise juridique.

## Histoire
Des fouilles archéologiques ont montré que le Vrijthof était, à l'époque romaine tardive, et surtout au début du Moyen Âge, un important cimetière. En 1970 et 1971 de nombreuses tombes mérovingiennes ont été trouvées mais les résultats ne sont que partiellement publiés. La construction d'un nouvel accès au parking souterrain du Vrijthof sur le côté nord de la place en 2003 a permis de découvrir les restes d'au moins cinq voies romaines dont la plus ancienne pourrait être datée autour de l'an 1.
Le nom de la place est courant aux Pays-Bas. La plus ancienne mention connue du Vrijthof de Maastricht date de 1223, lorsque l'empereur Frédéric II a fait don du chapitre de Saint-Servais. Toute la place n'appartenait pas au chapitre. La partie concernée par l'immunité du chapitre était le sud et l'ouest de la place (dont la basilique Saint-Servais et l'église Saint-Jean). Les deux maisons d'hôtes (gasthuis) accueillaient les nombreux pèlerins, y compris les malades, qui se rendaient au tombeau de Saint-Servais. L'actuelle église Saint-Jean date du XIIe siècle, lorsque le chapitre eut besoin d'une paroisse distincte, en plus de l'ancien chapitre et de l'église de pèlerinage. C'est ainsi que sont nées les églises jumelles de Maastricht.
Pendant le Moyen Âge, la place était fortifiée, avec des portes en fer à chaque coin. Lors de la septième procession annuelle, la relique est présentée sur la place.
Le reste du Vrijthof, le nord et l'est, n'était pas concerné par l'immunité du chapitre de Saint-Servais, mais était dans la double seigneurie de Maastricht.
Le Vrijthof fut parfois le lieu d'exécutions publiques, après la construction de la mairie sur le marché. En 1408, après la victoire de l'évêque Jean de Bavière sur le peuple rebelle de Liège, le maire de Liège y fut décapité et écartelé. En 1485, Guillaume de La Marck, appelé « le Sanglier des Ardennes » fut décapité sur un échafaud sur la place. En 1535, quinze anabaptistes hérétiques sont exécutés sur le bûcher.
Lorsque Maastricht devint une ville fortifiée en 1566, la place devint le lieu d'exercice de la garnison ainsi que le lieu des parades militaires. À cette fin, la caserne y fut construite en 1736. Dès la fin du XVIIe siècle, le mur du Vrijthof a été remplacé par une clôture. Pendant la période française, le Vrijthof a été rebaptisé la « Place d'Armes ».
En juin 1942, une manifestation nationale-socialiste eut lieu sur la place.
Au fil des siècles, le niveau de la place s'est soulevé de nombreuses fois. Il est cinq mètres au-dessus du niveau de l'époque romaine. En 1737, la place a été plantée de trois rangées de tilleuls. Depuis la construction d'un parking souterrain de 1970 à 1972, la place est entourée par une double rangée de platanes.

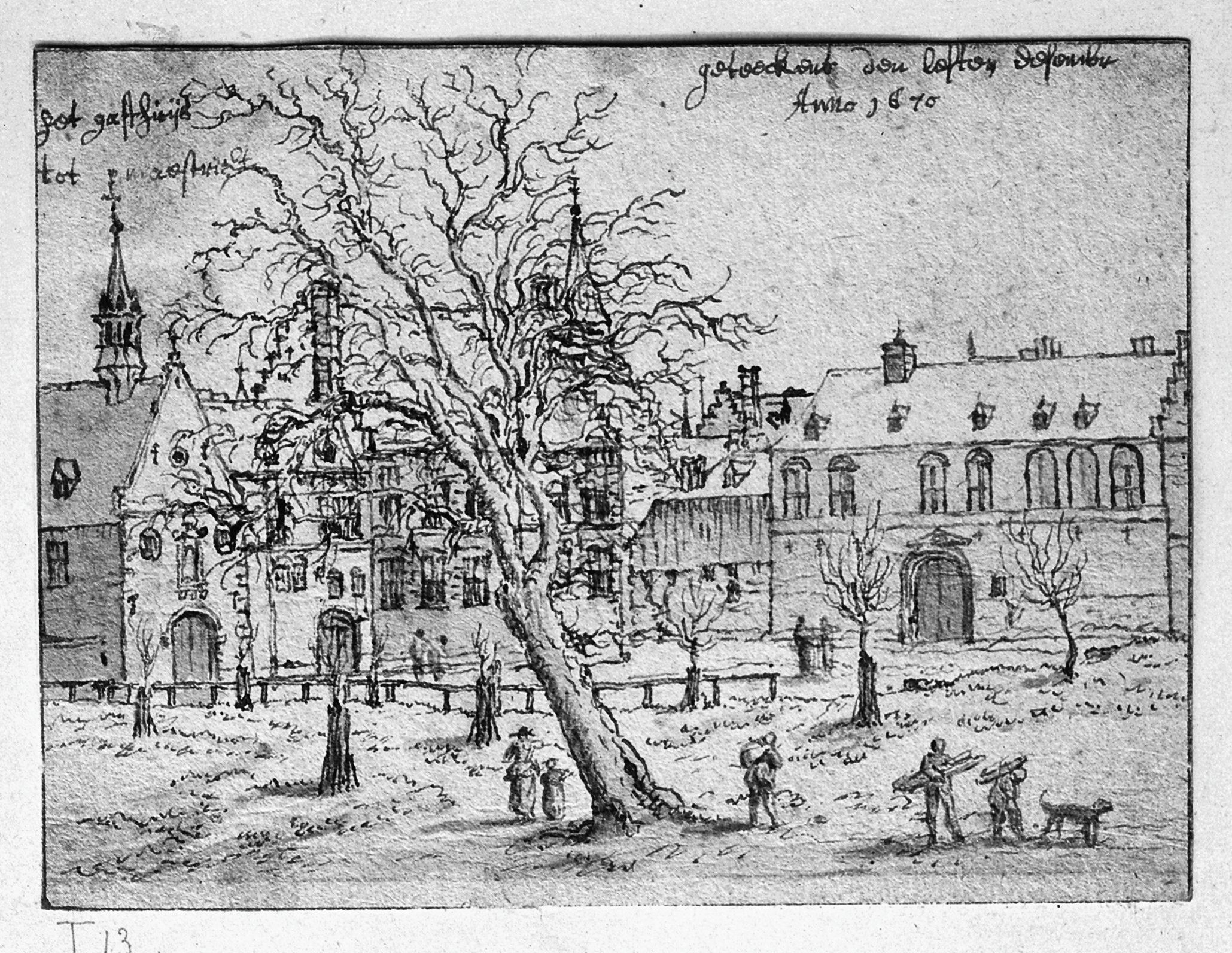
Coin sud-est avec le gouvernement espagnol (1670).
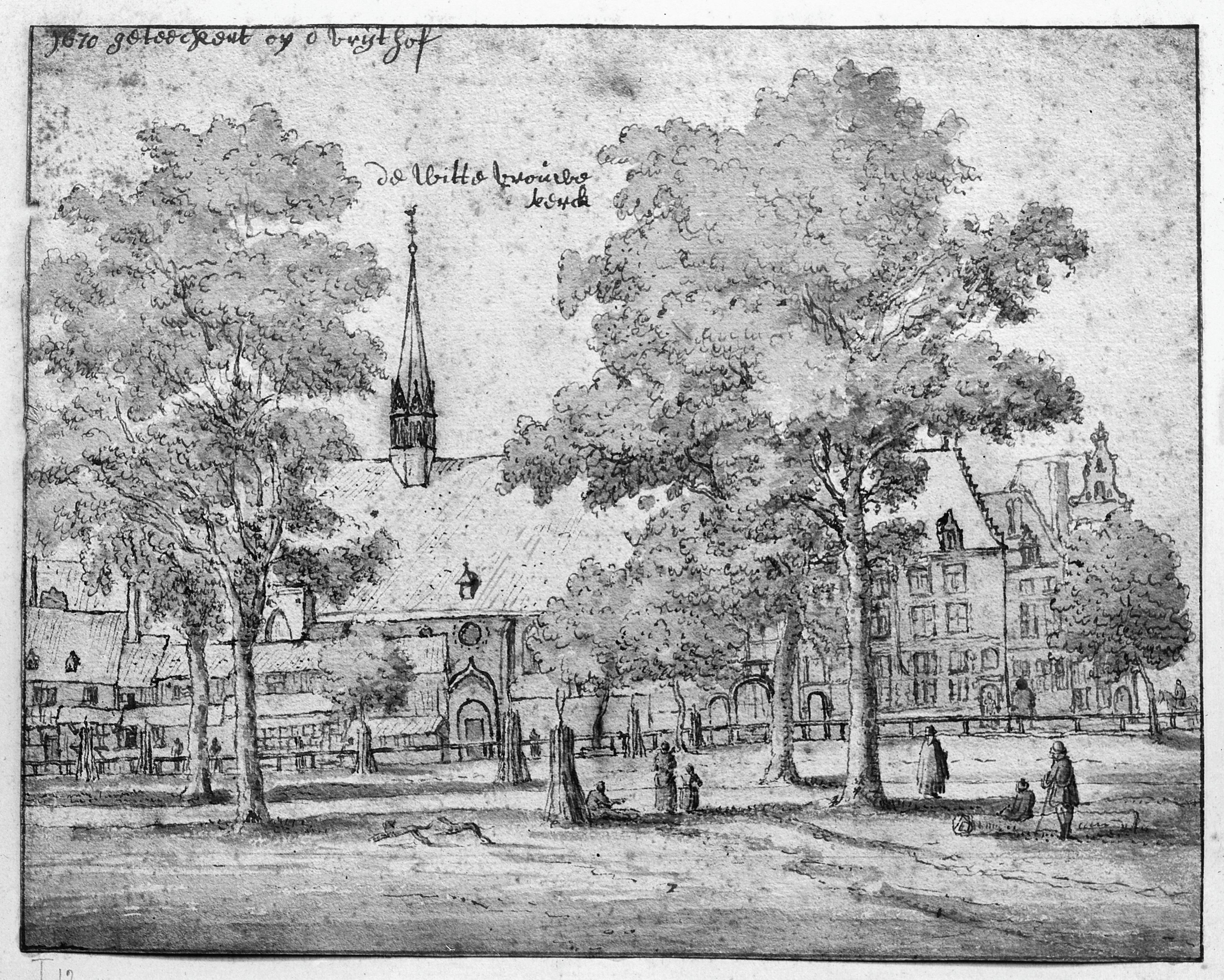
Côté nord avec monastère des Dames Blanches (1670).
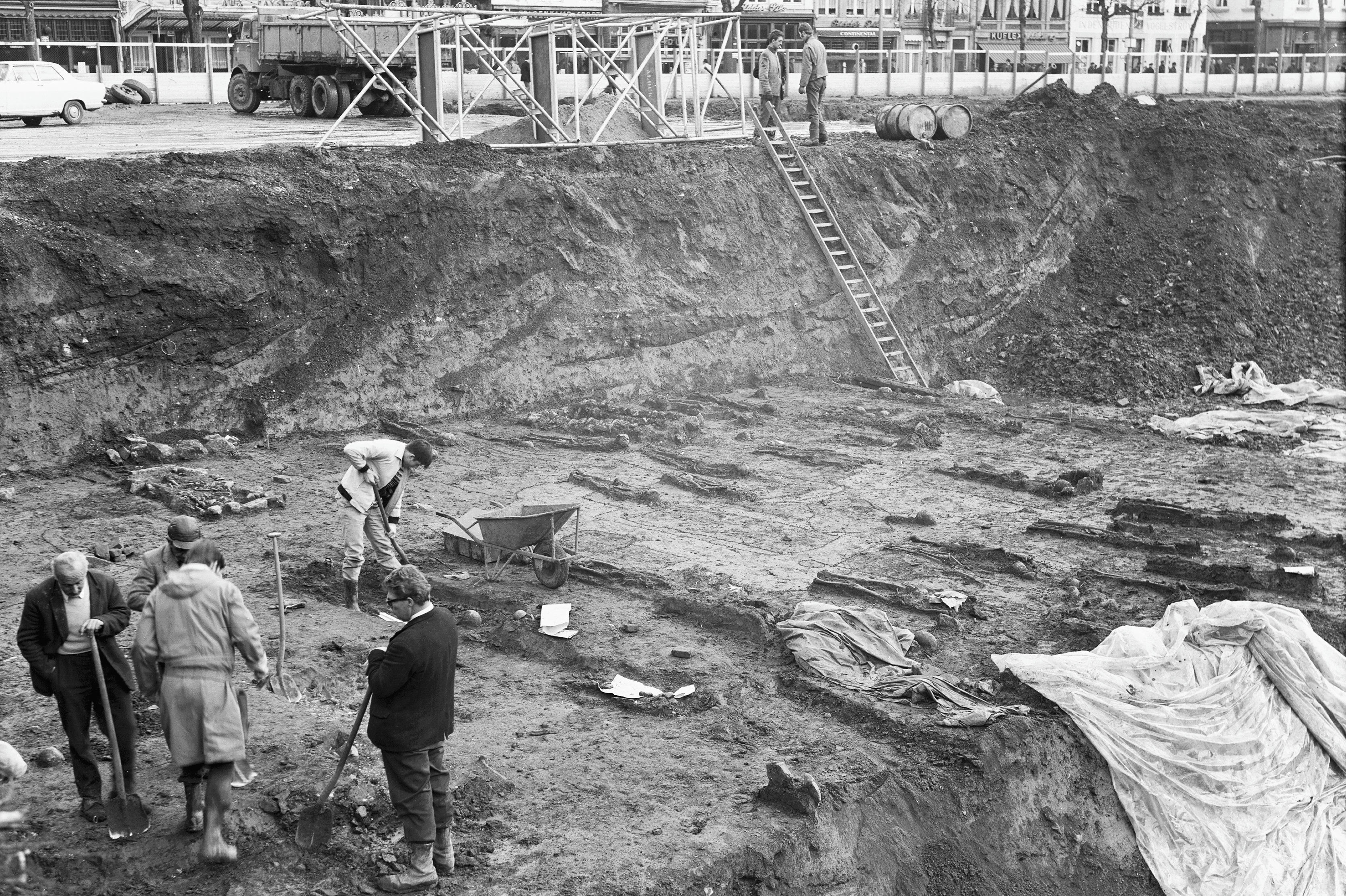
Découverte du cimetière mérovingien (1970).
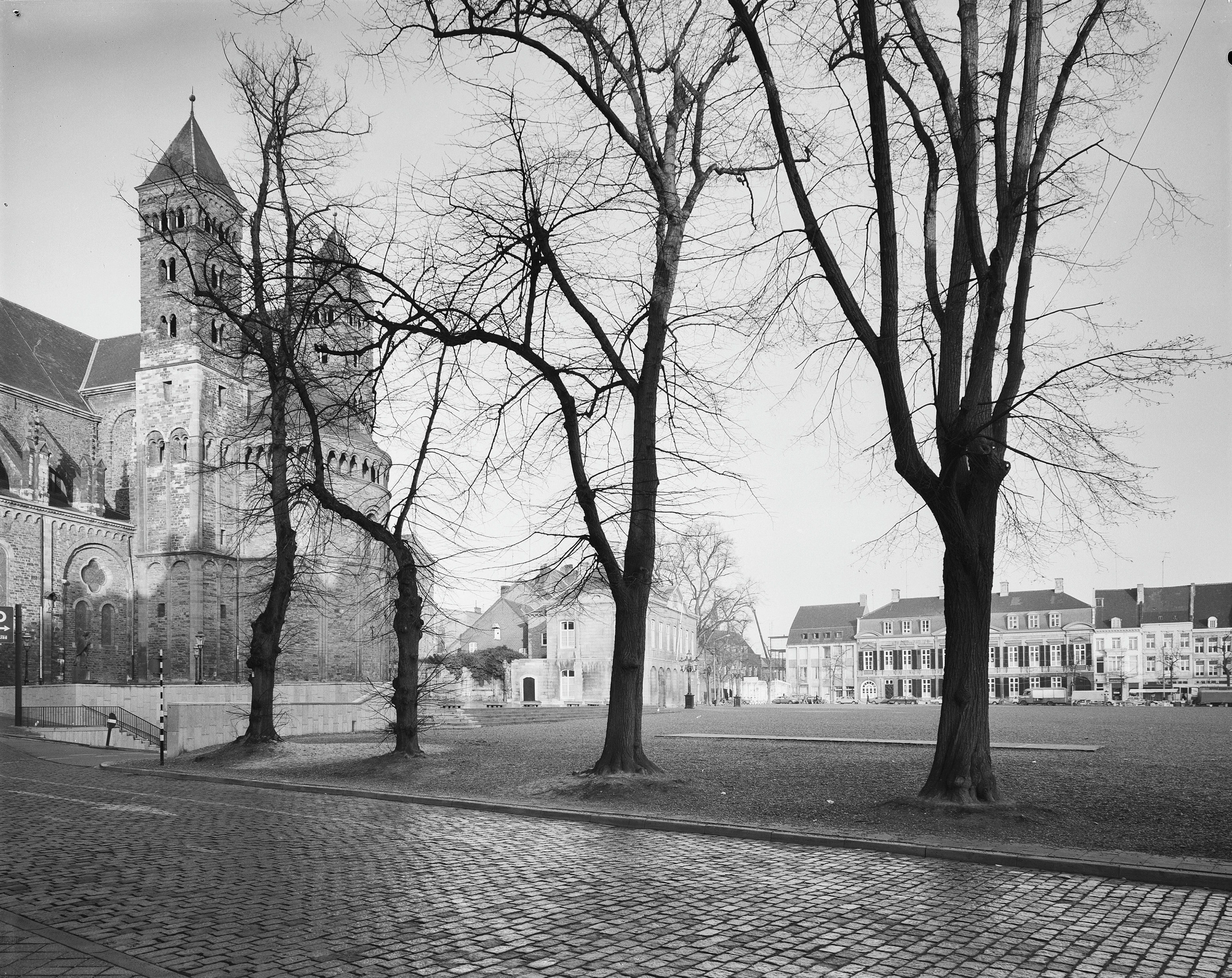
Après l’achèvement du parking souterrain (1972).
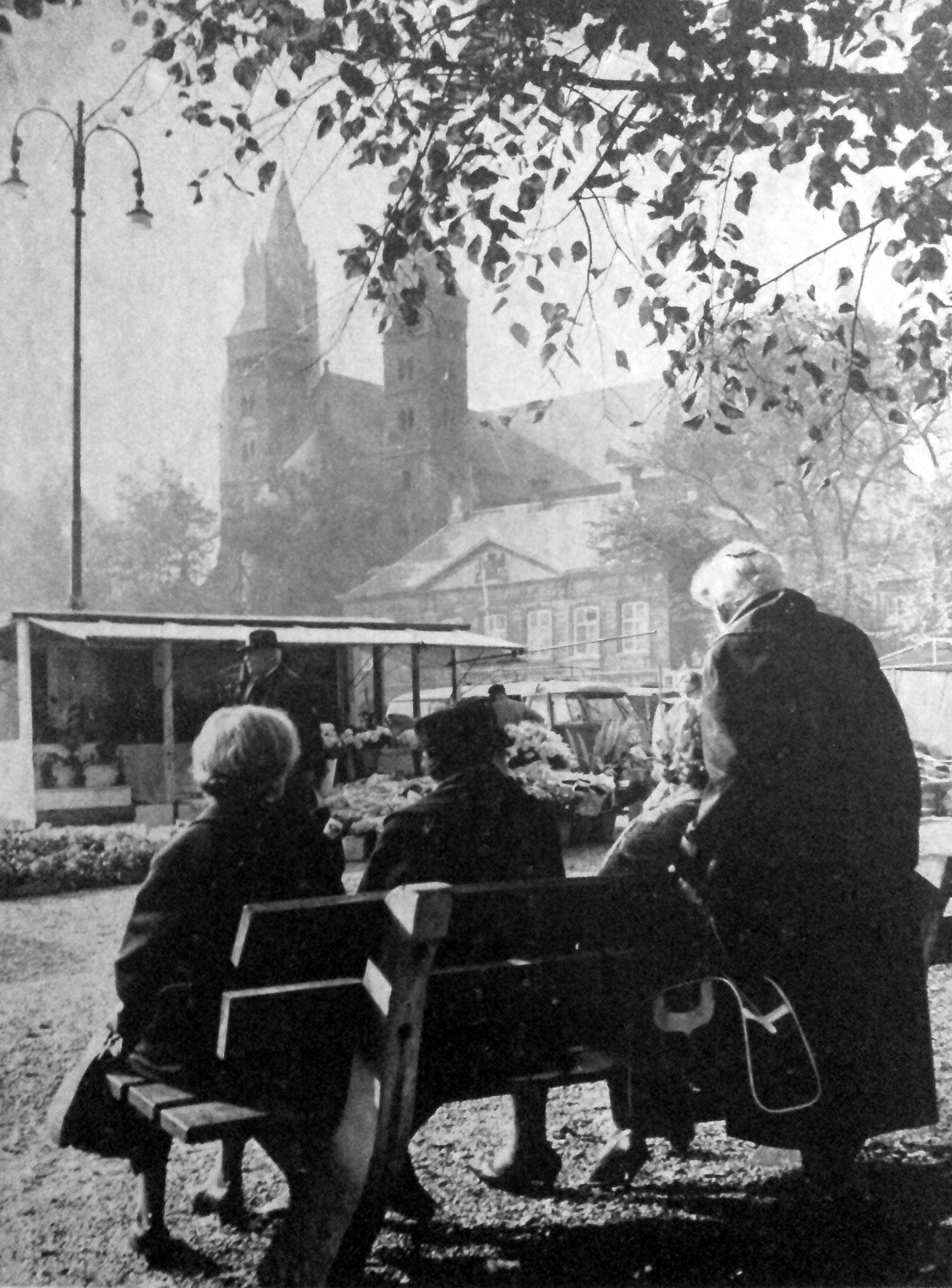
Le Vrijthof au début du siècle.

## Architecture

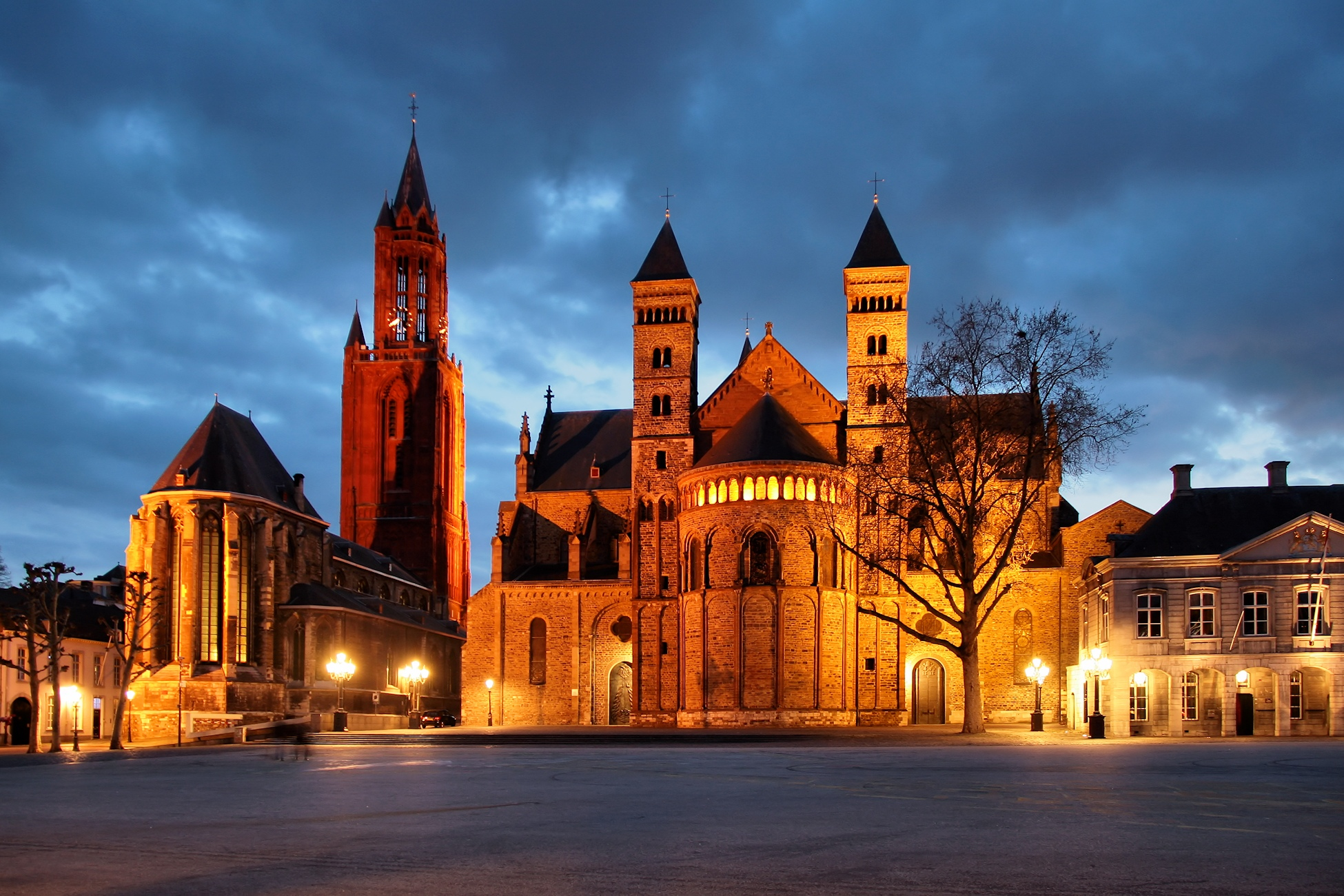
Les deux églises illuminées.

Le Vrijthof abrite 38 monuments nationaux. La place est dominée par les clochers des églises jumelles, la basilique Saint-Servais et  l'église Saint-Jean. La basilique Saint-Servais, dont le chevet imposant est flanqué de deux tours et orné de galeries naines, est plus ancienne et plus grande que l'église Saint-Jean. Saint-Servais, essentiellement de style roman, est visitable contre un droit d’entrée qui donne également accès au cloître gothique attenant et au trésor (en). L'église Saint-Jean a été bâtie dans le style gothique mosan et possède les plus hautes tours de Maastricht, dont l'ascension permet en été de contempler un magnifique panorama sur la ville. La rue qui sépare les deux églises, catholique la première, protestante la seconde, porte le nom de Purgatoire (Het Vagevuur).
Devant Saint-Servais, se dresse le Corps de garde militaire, de 1736 (fortement remanié en 1774). Sur son côté sud, la place est bordée de plusieurs maisons de chanoines, dont l'hôtel du gouvernement espagnol, probablement la plus ancienne maison préservée de Maastricht. Au nord se trouve la Generaalshuis (nl), de 1805, hôtel particulier néo-classicique érigé pour un riche commerçant pendant la période française. Dans l'angle nord-ouest, d'où part la Statenstraat, on remarquera l'édifice de l'ancienne poste, réalisé en 1914 sur des plans de Granpré Molière (en). Un deuxième bâtiment de cet architecte se trouve au coin nord-est, il s'agit du café-restaurant Dominicain, qui date de 1929. Tout près, en s'engageant dans la Helmstraat, on trouve l'Hotel Du Casque (nl) (1931), de l'architecte amstellodamois Jan Boterenbrood (nl), avec des éléments art déco à l’intérieur.
Le Perron liégeois original, datant probablement de 1292, a été démoli par les Français en 1795. Le Perron actuel est l'œuvre de Jean Sondeyker et Jean Huysmans et a été inauguré le 7 juillet 1955. 

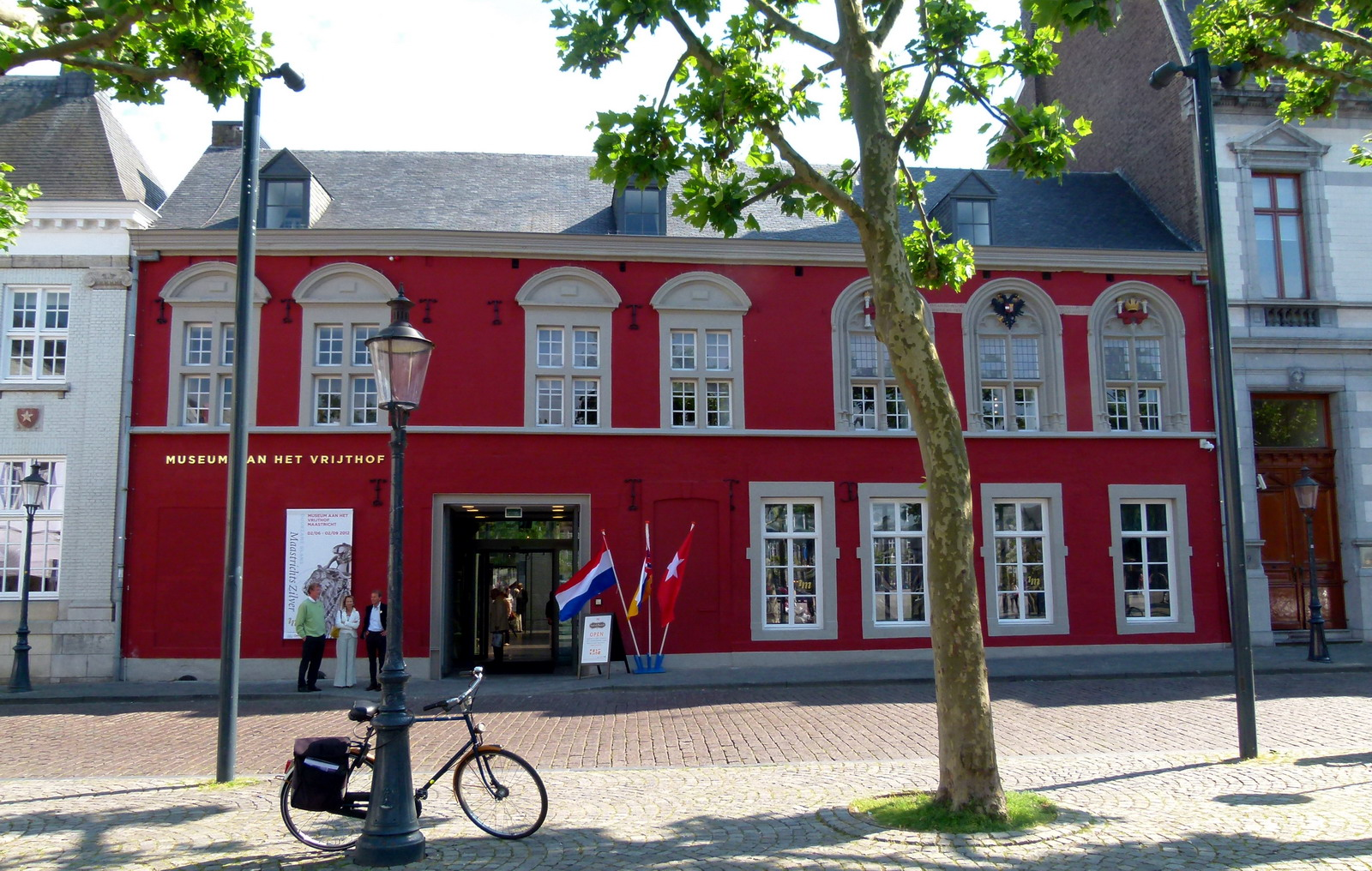
L'hôtel du Gouvernement espagnol.
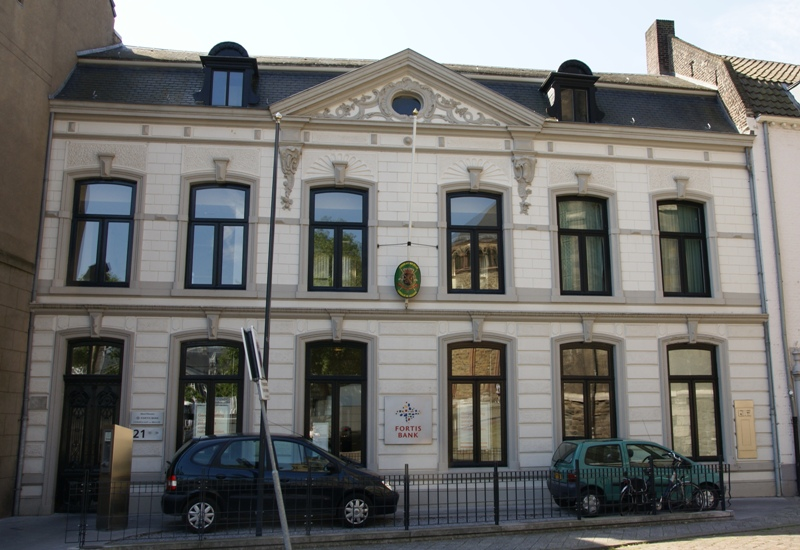
Maison de chanoine.
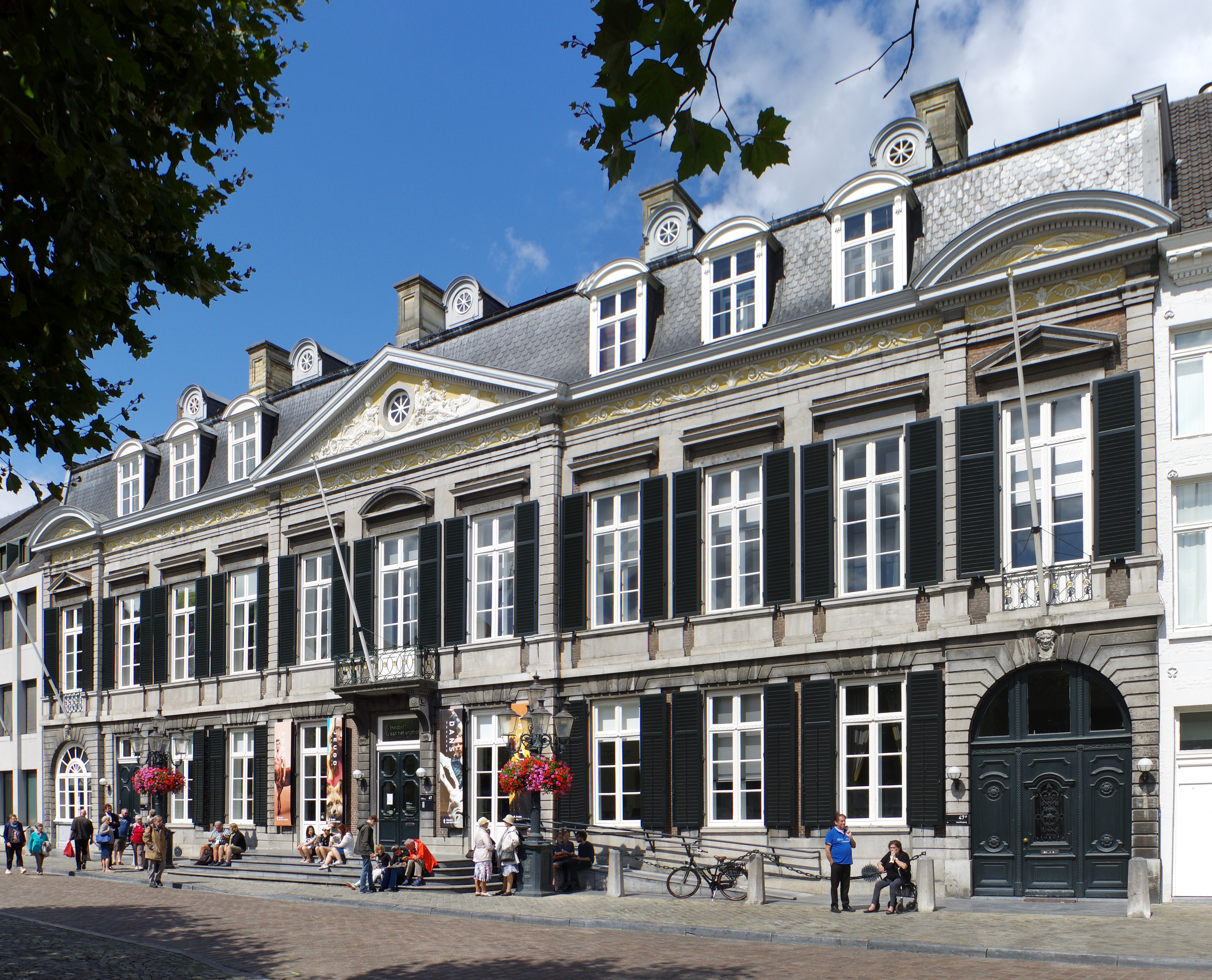
Generaalshuis.
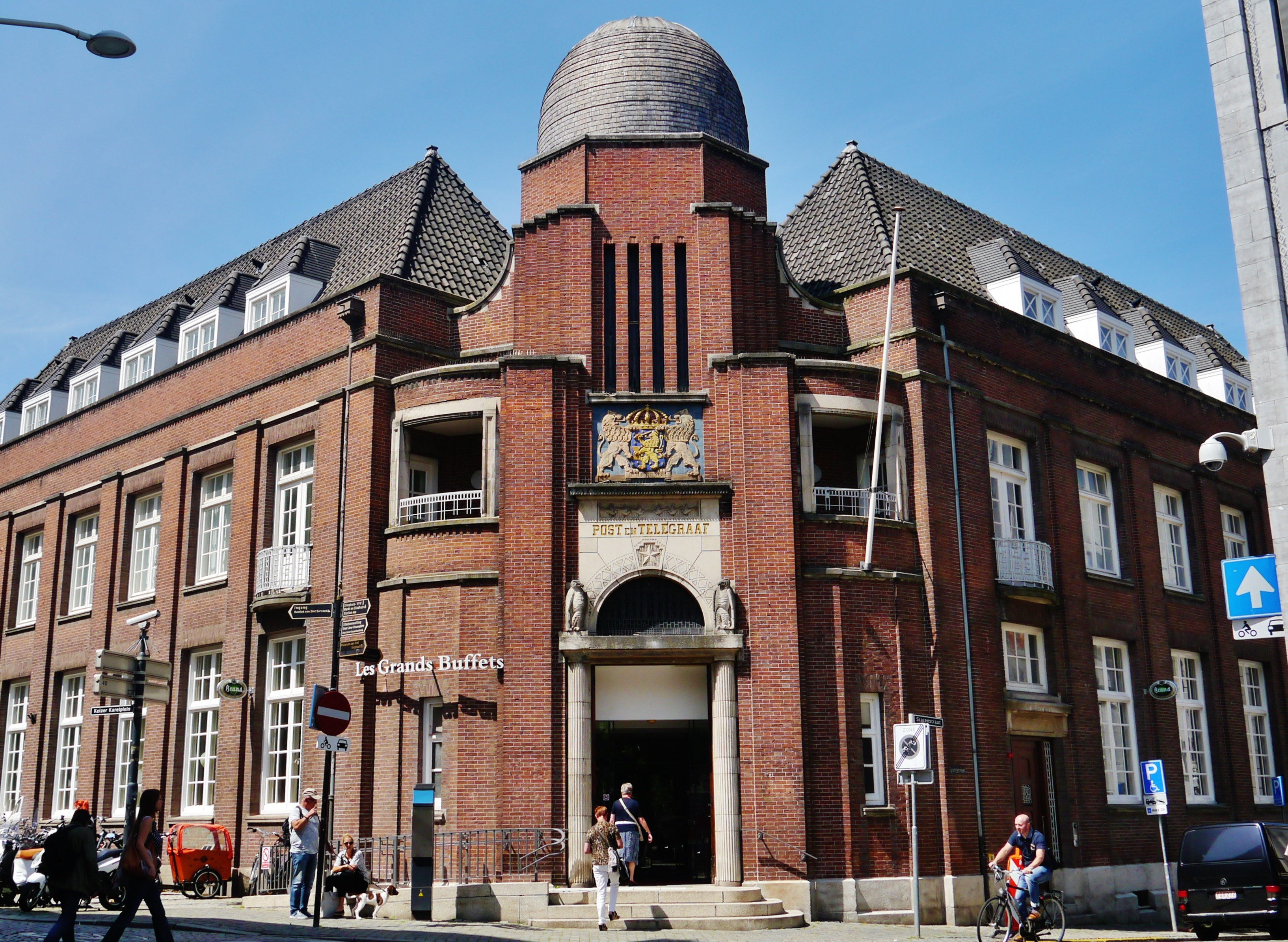
Ancienne poste.
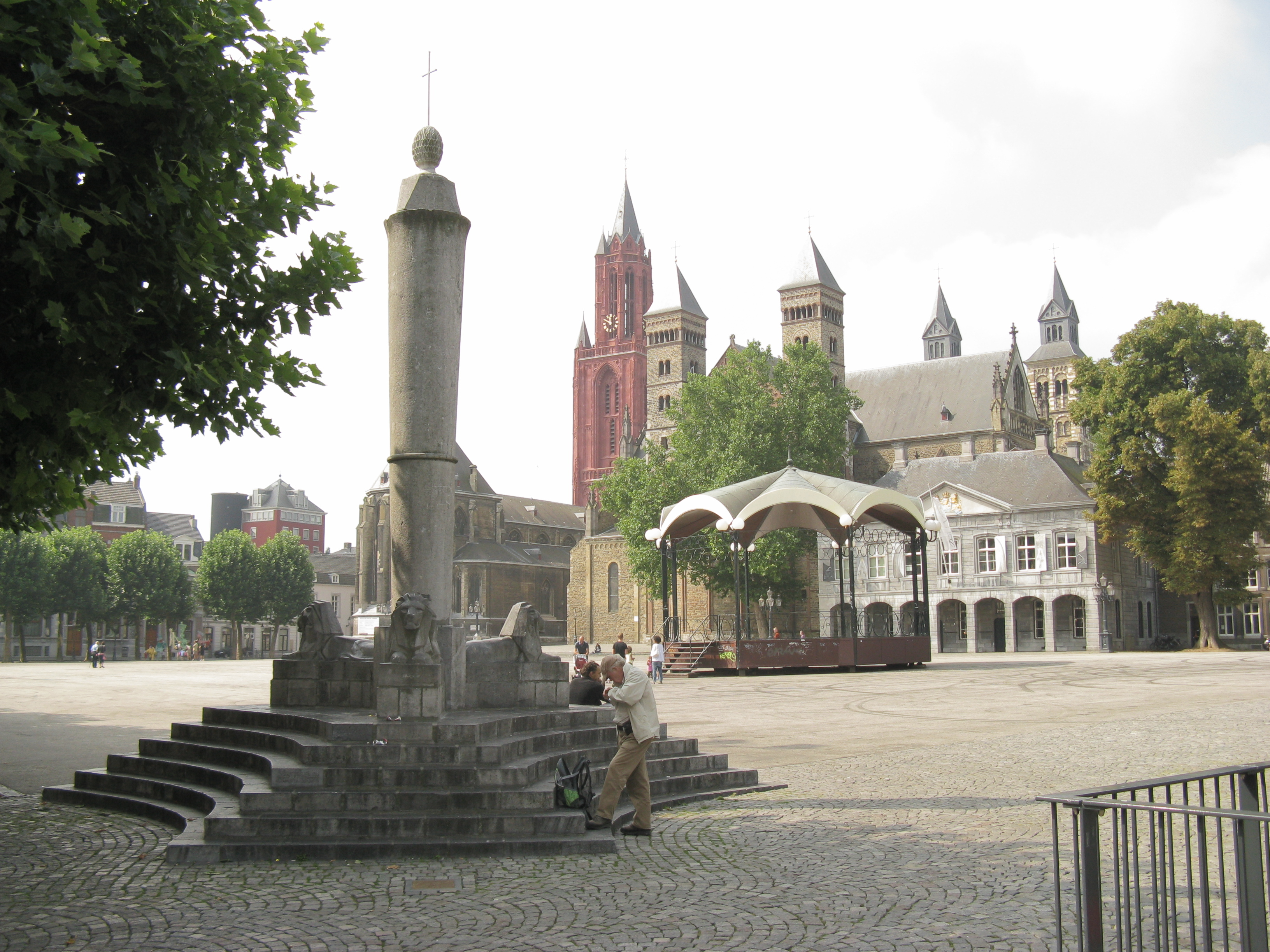
Le perron et le kiosque à musique.

## Aménagements de la place
La place est entourée, sauf au pied des deux églises jumelles, d'une double rangée de platanes, plantés au début des années 1970. 
Deux œuvres d'art se réfèrent au carnaval de Maastricht (nl). La première est la fontaine appelée Hawt uuch vas ("Tenez-vous bien" en maastrichtois), de Frans Gast (nl) (1978). Elle est constituée d'une colonne de 2,30 m de hauteur supportant cinq sculptures représentant des carnavalistes. Le bassin au milieu duquel elle se dresse est entouré d’une margelle circulaire en granite de 5 m de diamètre
Autre monument carnavalesque, le groupe de bronze 't Zaat herremenieke ("musiciens ivres"), de Han van Wetering (1993). Les personnages plus grands que nature forment un orchestre ambulant typique du carnaval de Maastricht et, vu l'absence de socle, semblent se mêler à la foule des passants. Lorsque le groupe a dû être déplacé en 2004 pour le réaménagement du parking sous-terrain du Vrijthof, l'artiste en profita pour le peindre de couleurs vives, correspondant mieux à l'ivresse du carnaval.
On remarquera sur le côté ouest de la place trois grosses plaques commémoratives insérées dans les pavés. La première a été réalisée en 1973 par Dries Engelen (nl) pour présenter la plantation d'arbres sur le Vrijthof après la construction du parking souterrain.
La deuxième plaque, conçue par l'artiste Frans Gast (1974), commémore les interventions de la 30e division d'infanterie de l'armée de libération américaine. Elle porte en son centre l'emblème de la division, entouré du texte : "13-14 SEPTEMBER 1944 * LIBERATION OF MAASTRICHT * PRESENTED BY THE 30TH INFANTERY DIVISION ASSOCIATION".
En 2019, une plaque d'un type semblable a été inaugurée à l'occasion du 100e concert donné sur la place par André Rieu et son Johann Strauss Orchestra.
Au milieu de la place se trouve depuis 1856 un kiosque à musique. Le kiosque actuel date de 1980. Dans le coin nord-est se dresse une horloge de rue ancienne, point de rencontre bien connu. Cette horloge en fonte, fabriquée en 1905 par l'entreprise Wagner, de Wiesbaden, était à l'origine éclairée au gaz de houille : c'est pourquoi elle comporte deux petites cheminées.
On notera sur la place plusieurs lanternes en fonte. Deux d'entre elles, à cinq bras, datant de 1860 et flanquant le Corps de garde militaire, affichent sur leur pied l'étoile à cinq branches des armes de Maastricht (nl) . Autour de l'abside de la basilique Saint-Servais et de l'église Saint-Jean, plusieurs lanternes modernes ont été construites suivant le modèle des anciennes lanternes à gaz. Le pied des lanternes porte un aigle à deux têtes, que l'on trouve aussi sur le sceau du chapitre de Saint-Servais (nl).

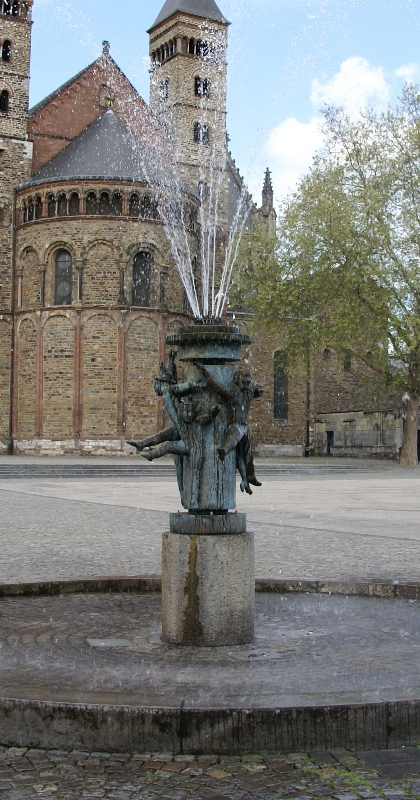
Fontaine Hawt uuch vas.
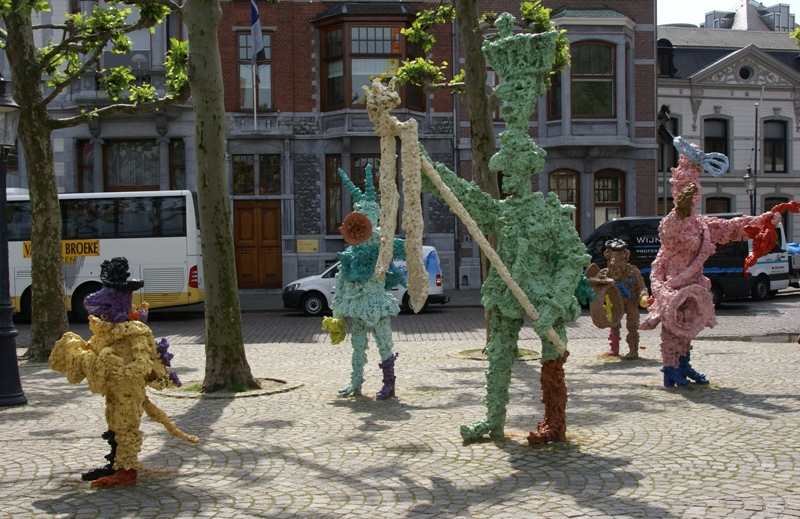
’t Zaat Herremenieke.
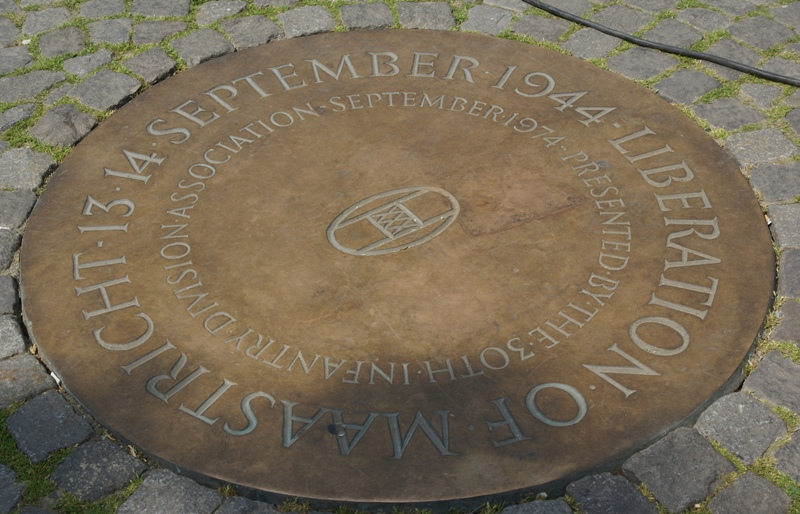
Plaque Old Hickory.
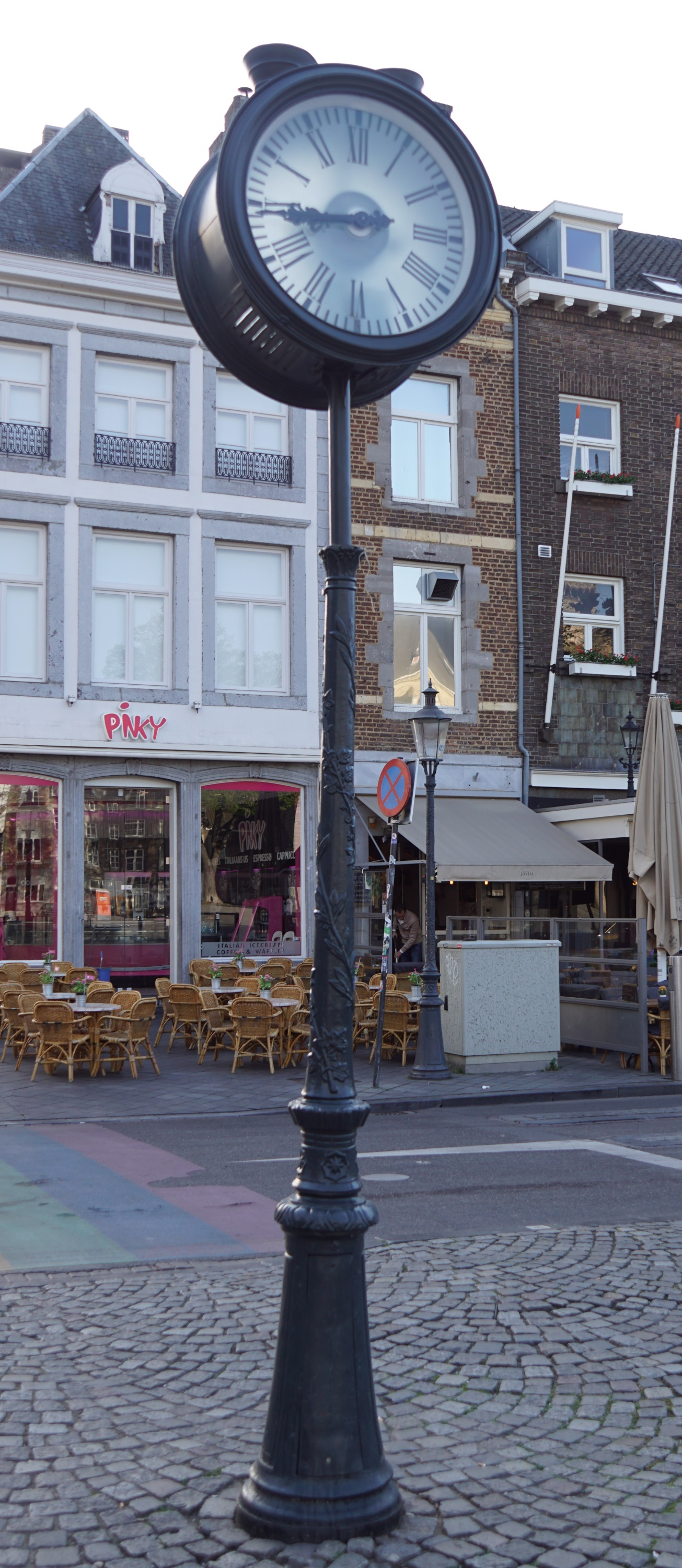
Horloge.
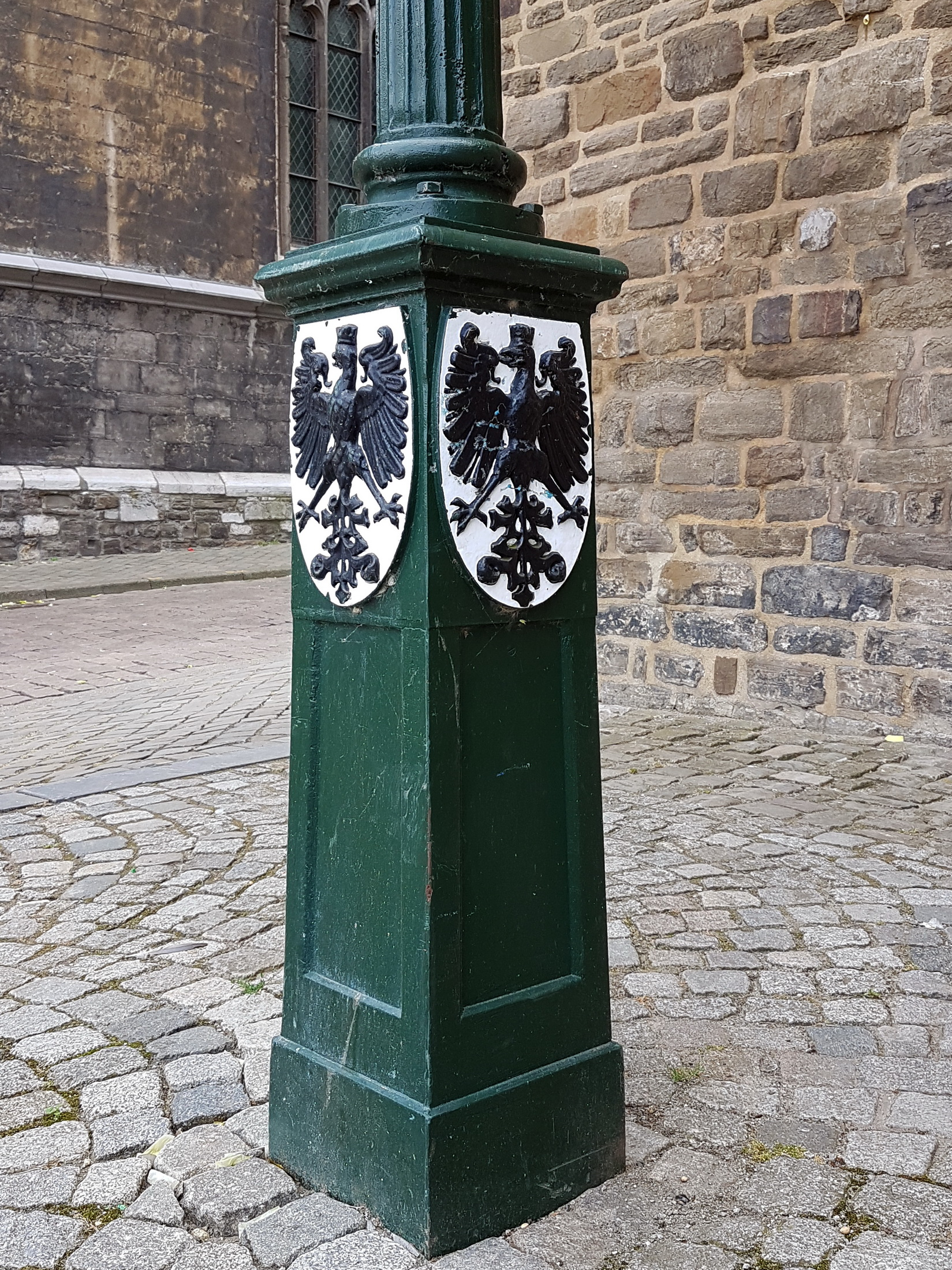
Lanterne, détail.

## Culture et activités

### Musées

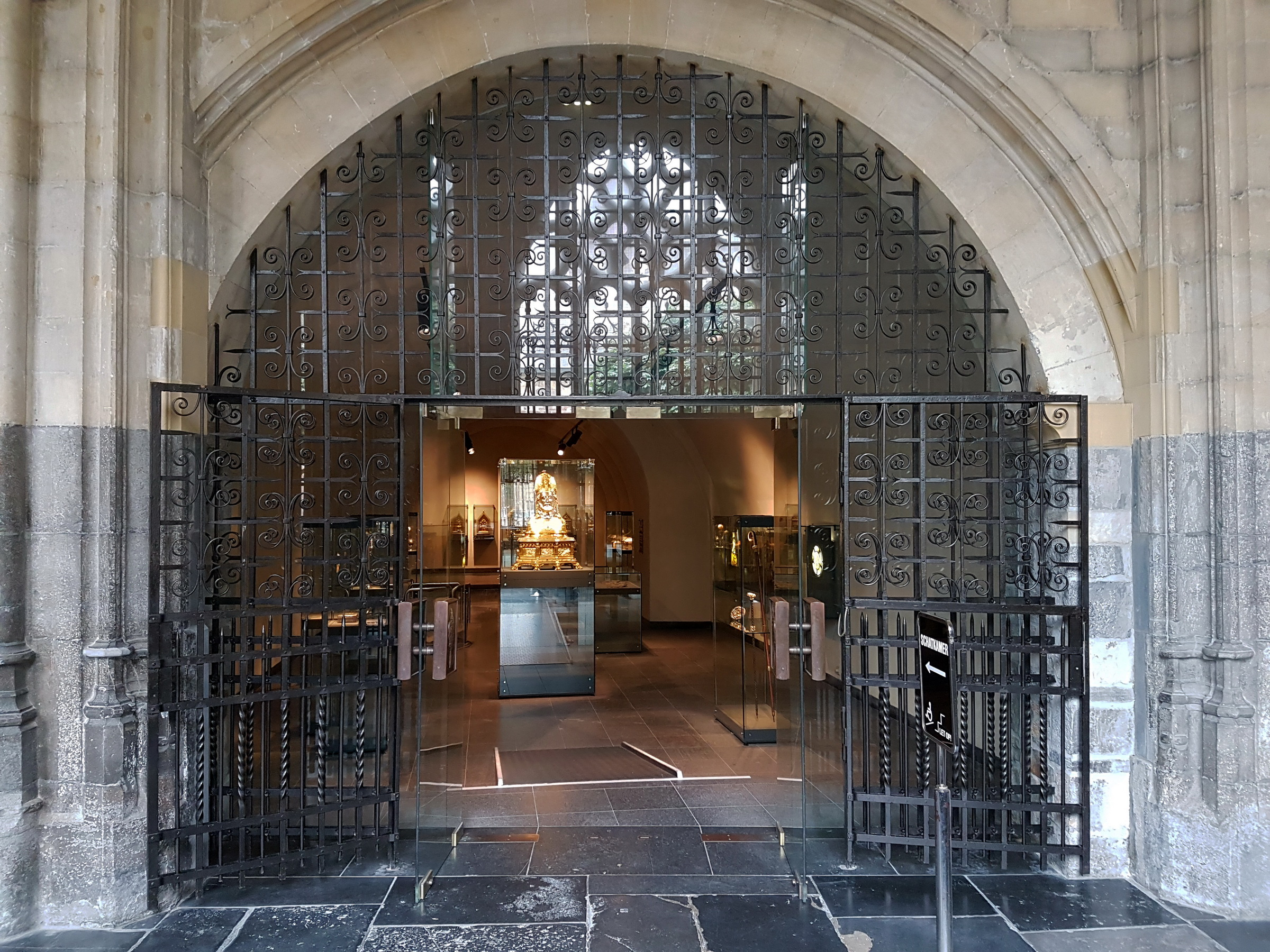
Le trésor de la basilique Saint-Servais.

Le Vrijthof abrite plusieurs institutions culturelles importantes. Dans la  double chapelle de la basilique Saint-Servais (nl), attenante au Vrijthof, se trouve depuis le XIe siècle le trésor de la basilique (en), dont l'entrée se trouve sur la place Keizer Karel. C'est l'une des principales attractions de la ville. 
Le musée de la photographie est installé dans l'hôtel du gouvernement espagnol, sur le côté sud de la place. Il présente des expositions changeantes dans le domaine de la photographie. Le Corps de garde militaire abrite depuis quelques années des expositions temporaires.

### Le théâtre
Sur le côté nord de la place, derrière la Generaalshuis, fut bâti, de 1988 à 1992, sur le terrain de l'ancienne abbaye des Sœurs Blanches, le théâtre du Vrijthof. La Generaalshuis sert d'entrée au théâtre et à la salle de concert. Jusqu'en 1977, le bâtiment abritait la bibliothèque municipale.

### Événements

Concert d'André Rieu en 2018.

De nombreux événements se tiennent sur le Vrijthof, tels que le carnaval de Maastricht (nl) (en février ou mars), la kermesse de Saint-Servais (autour du 13 mai), les concerts annuels d'André Rieu et du Johann Strauss Orchestra (en juillet), la fête gastronomique Preuvenemint (nl) (en août) ou le festival d’hiver Magisch Maastricht (nl) (novembre-décembre). Pendant le carnaval de Maastricht, le Vrijthof est au centre des attractions du carnaval de rue. C'est ici que le matin du dimanche, onze coups de canon annoncent l'ouverture du carnaval, une mascotte (la poupée 't Mooswief) est hissée sur un mât et est redescendue trois jours plus tard pour marquer la fin du carnaval. 

### Restauration

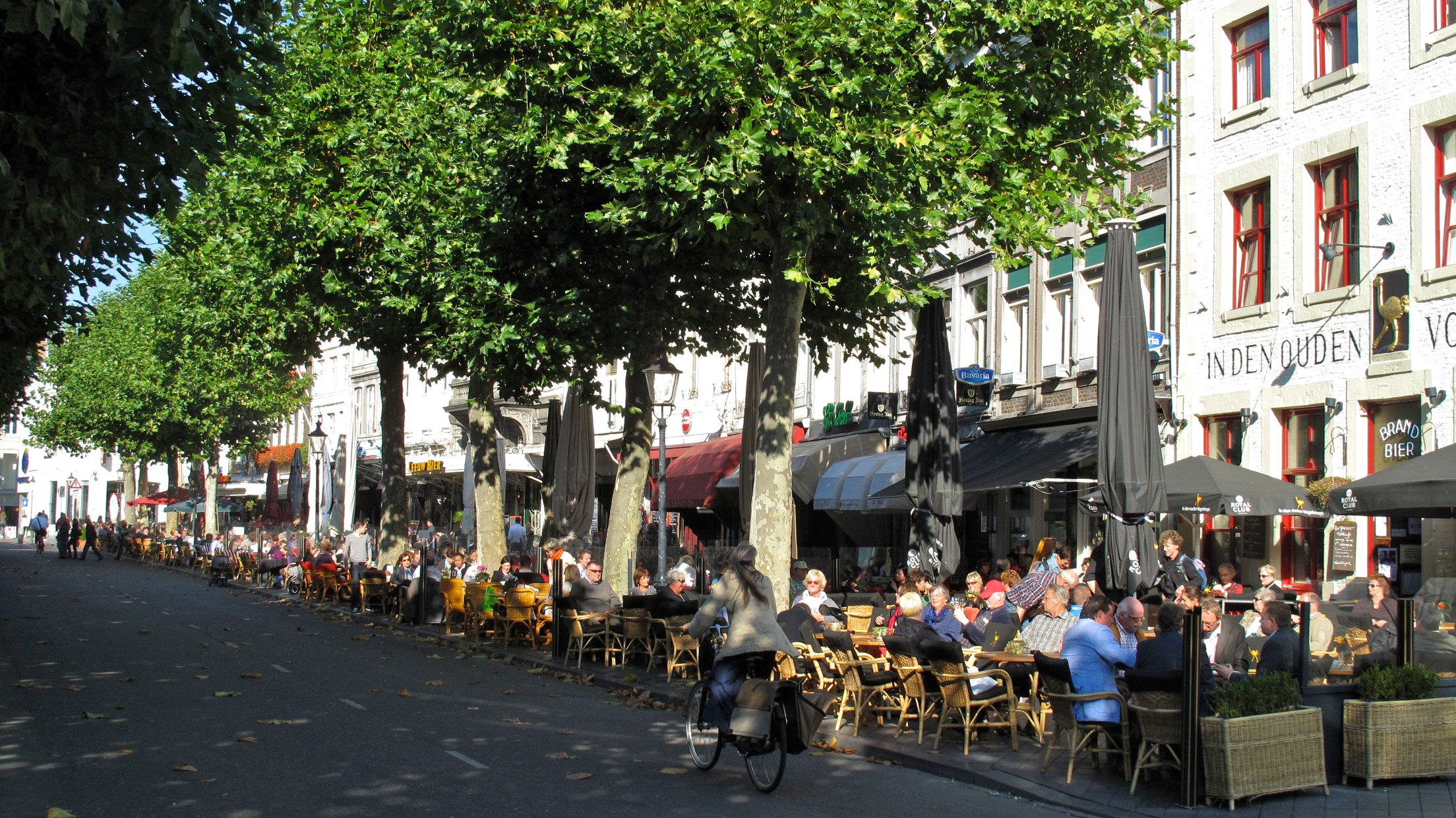
Terrasses de café sur le côté est.

Sur le côté ouest de la place, siège la Grande Société (nl), un club datant de 1760, à l'origine ouvert uniquement aux hommes de la haute société. Sur le côté est, se trouve l'ancienne Société Momus (nl), créée en 1883 ; le bâtiment abrite aujourd'hui un restaurant.
Le côté nord de la place était autrefois bordé d'auberges, dont on trouve encore la trace dans les hôtels Dominicain et du Casque (nl), ce dernier remontant à une ancienne auberge renommée alors appelée 'In den Helm'.
À l'heure actuelle, la plupart des bars et restaurants occupent le côté est de la place. un exemple bien connu de café brun est celui de l'Ouden Vogelstruys (nl) (« À la Vieille Autruche »), situé là où la Platielstraat débouche sur la place, qui se vante d'être le plus vieux café de la ville (1730). Presque tous les cafés et restaurants disposent de vastes terrasses, auxquelles la place doit une bonne part de sa réputation.

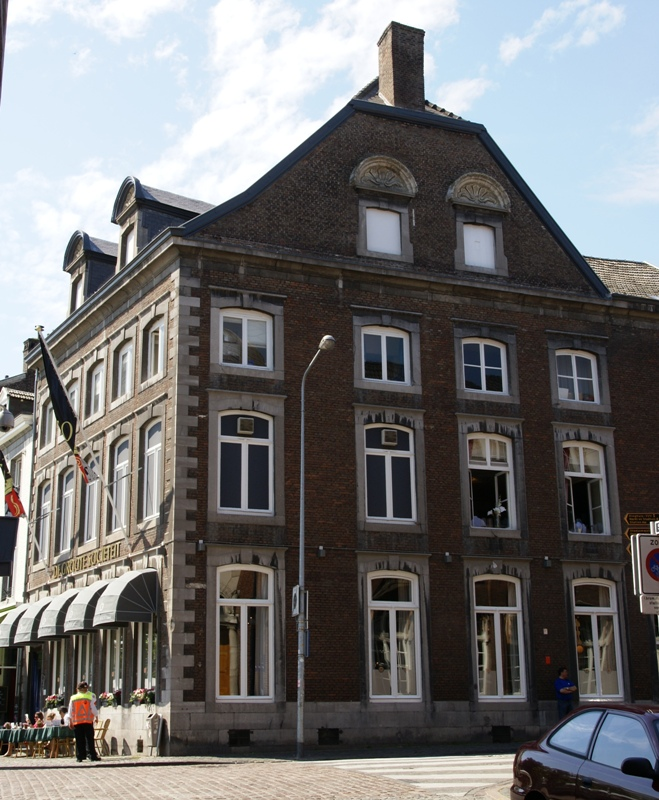
Groote Sociëteit.
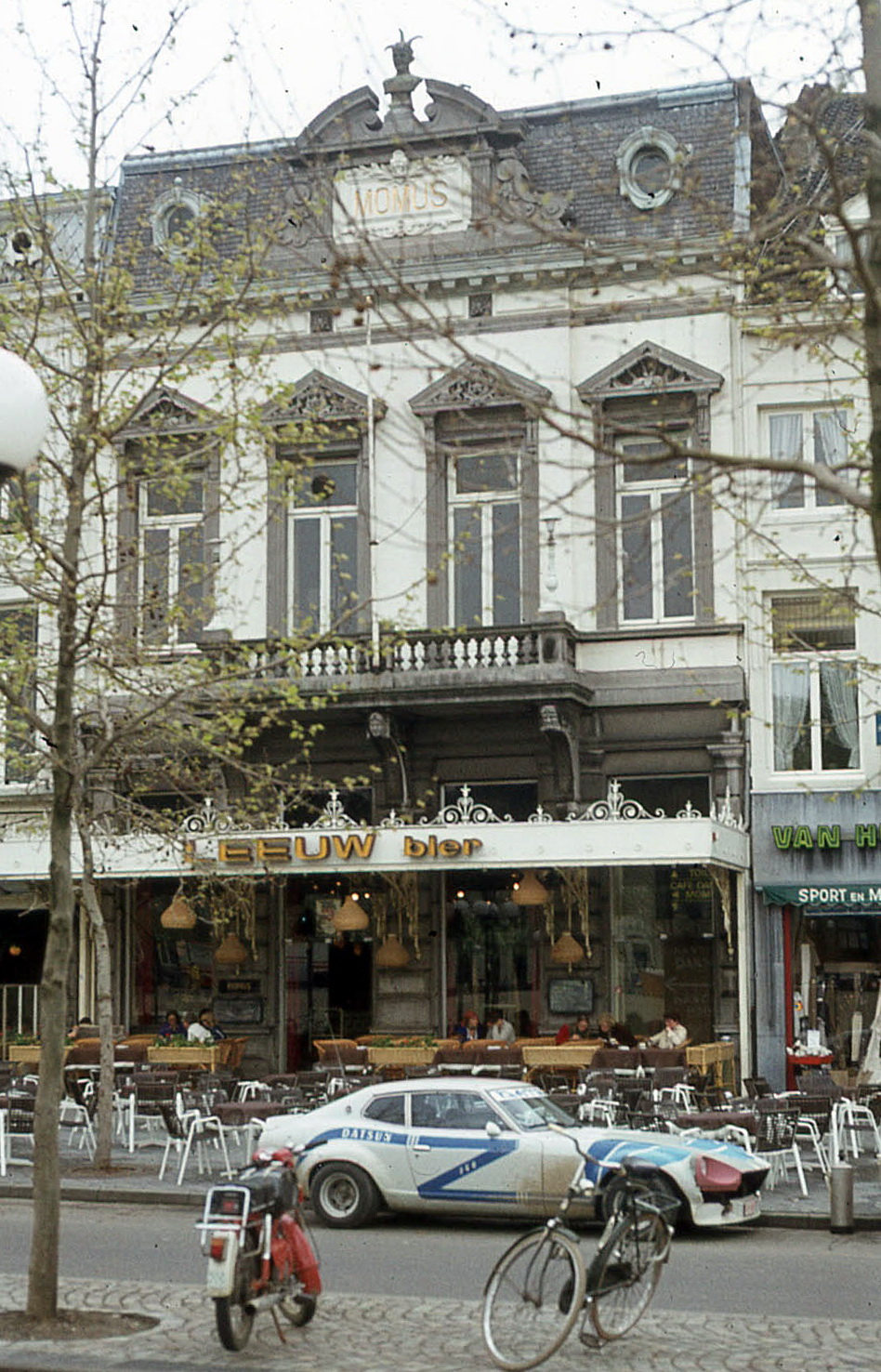
Ancienne Sociëteit Momus.
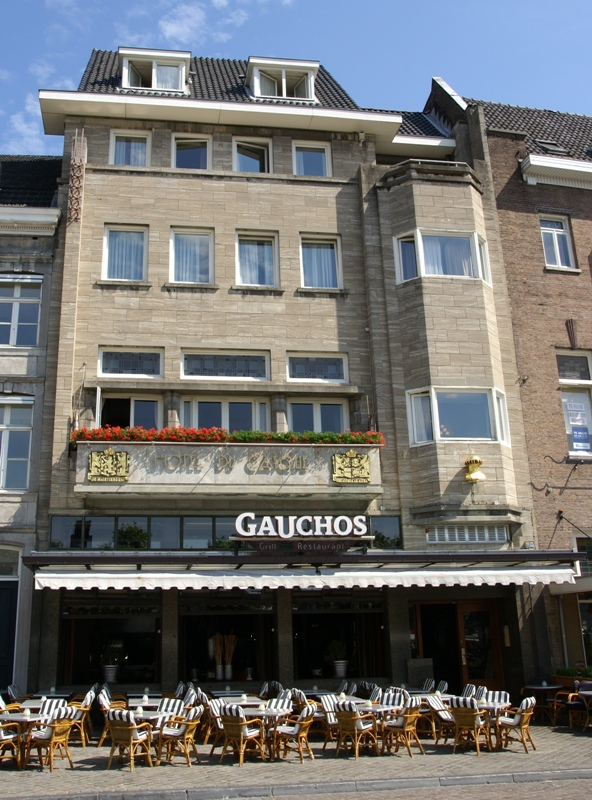
Hotel Du Casque.
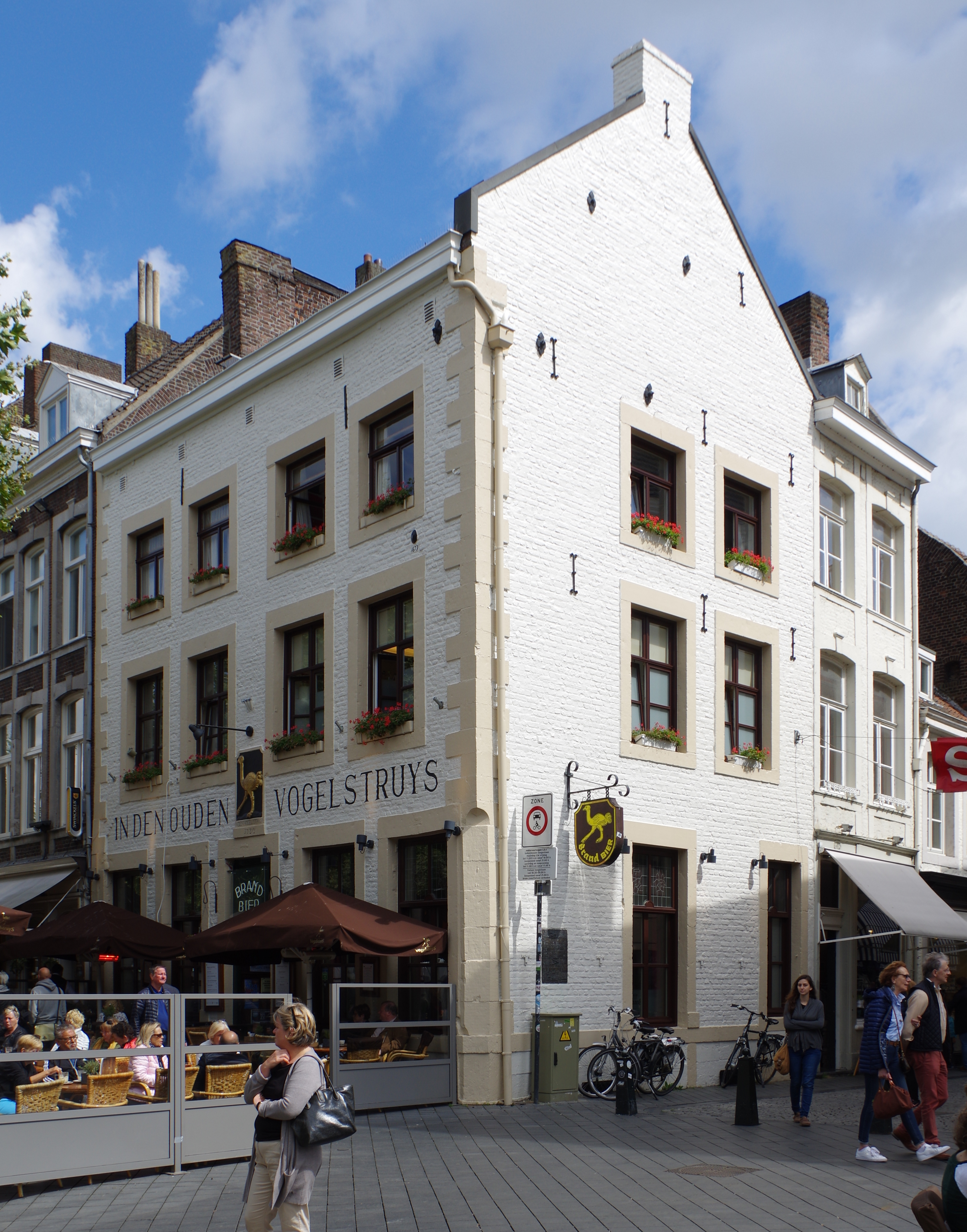
In den Ouden Vogelstruys.